# بوب غوني
بوب غوني (بالإنجليزية: Bob Guiney)‏ هو مغني ومذيع أمريكي، ولد في 8 مايو 1971 في ريفرفيو في الولايات المتحدة.

## وصلات خارجية
- بوب غوني على موقع IMDb (الإنجليزية)
- بوب غوني على موقع أول موفي (الإنجليزية)
- بوب غوني على موقع ديسكوغز (الإنجليزية)
- بوب غوني على موقع قاعدة بيانات الفيلم (الإنجليزية)
- بوب غوني على موقع كينوبويسك (الروسية)